# سمكة مرقطة شبنكن
سمكة مرقطة شبنكن (بالإنجليزية: Shubunkin)‏ هو سمك منقط بالألوان، تم تهجينه في اليابان حوالي عام 1900، يسمى في غالب الأحيان بالسمك المنقط، (بالإنجليزية: Calico Goldfish)‏ بها العديد من الألوان مثل الأبيض والرمادي والأرجواني والأزرق والأسود والأحمر والبرتقالي والأصفر، أما تواجد اللون الأزرق فهو نادر جدا مما يجعله أغلى أنواع الشبنكن.
هناك نوعان من الشبنكن، نوع يسمى نوع لندن والآخر نوع بريستول، نوع لندن مشابه جدا لسمك الجولدفيش العادي ماعدا الألوان، أما نوع بريستول فله زعنفة ذيل عريضة جدا ومتشعبة، النوع المسمى لندن أكثر انتشارا من نوع بريستول، كما تعتبر من الأسماك سهلة التربية و من الأنواع المفضلة لدى المبتدئين.